# Worth (filme)
Worth é um filme biográfico estadunidense de 2020 escrito por Max Borenstein e dirigido por Sara Colangelo. É estrelado por Michael Keaton, Amy Ryan, Stanley Tucci, Tate Donovan, Shunori Ramanathan e Laura Benanti. Teve sua estreia mundial no Festival de Cinema de Sundanceem 24 de janeiro de 2020. 
Está programado para ser lançado na Netflix em 3 de setembro de 2021.

## Elenco
- Michael Keaton como Kenneth Feinberg
- Stanley Tucci como Charles Wolf
- Amy Ryan como Camille Biros
- Tate Donovan como Lee Quinn
- Shunori Ramanthan como Priya Khundi
- Laura Benanti como Karen Abate
- Talia Balsam como Diane Shaff, esposa de Feinberg
- Marc Maron como Bart Cuthbert
- Chris Tardio como Frank Donato
- Victor Slezak como John Ashcroft
- Gayle Rankin como Maya
- Catherine Curtin como Joan
- Johanna Day como Ruth
- James Ciccone como James

## Lançamento e recepção
O filme teve sua estreia mundial no Festival de Cinema de Sundance em 24 de janeiro de 2020. Em fevereiro de 2021, a Netflix e a Higher Ground Productions adquiriram os direitos de distribuição do filme. Está programado para ser lançado em uma versão limitada e na Netflix em 3 de setembro de 2021.
Em agosto de 2020, 65% das 20 críticas compiladas no Rotten Tomatoes eram positivas, com uma nota média de 7,06/10.